# Beauty and the Beast (Lied)
Beauty and the Beast ist ein Lied, das im Jahr 1991 von Alan Menken komponiert wurde. Der Text stammt von Howard Ashman. In der von Angela Lansbury gesungenen Version wurde es für den Disney-Film  Die Schöne und das Biest als Filmsong verwendet. Das Lied wurde sowohl mit dem Oscar für den Besten Song als auch mit dem Golden Globe ausgezeichnet. Es erhielt außerdem einen Grammy für den besten Filmsong. In den britischen Charts erreichte das Lied Platz neun.

## Hintergrund
Das Lied beschreibt das Verhältnis der beiden Hauptcharaktere des Films, Belle und das Biest. 
Im Film wird es gesungen von Dame Angela Lansbury, die der Figur der Mrs. Potts ihre Stimme leiht. Für die Autoren und Komponisten stellte Lansbury, die zu den besten Interpretinnen klassischer Musicals gehört, eine Traumbesetzung dar. 
Das Lied wurde in einer von Céline Dion und Peabo Bryson gesungenen Version für den Soundtrack des Films benutzt. Dion veröffentlichte das Lied auch auf einem ihrer Alben. Dion und Bryson präsentierten außerdem das Lied als Terzett zusammen mit Dame Angela Lansbury bei der Oscarverleihung 1992.
Auch in dem gleichnamigen Musical wird das Lied, im Originalmusical gesungen von Beth Fowler, verwendet. 
Das Lied wurde mehrfach gecovert, so von Peter Hofmann und Jana Werner in einer deutschsprachigen Version, Garou und Camille Lou in einer französischen Version. Weitere französischsprachige Versionen stammen von Charles Aznavour und Liane Foly sowie Patrick Fiori und Julie Zenatti. Auch die Gruppe Suburban Legends coverte das Lied.
Anlässlich der Veröffentlichung des Films im Jahr 2017 coverten Ariana Grande und John Legend den Titelsong.